# Carabus lusitanicus schaumi
Carabus lusitanicus schaumi é uma subespécie de insetos coleópteros pertencente à família Carabidae.
A autoridade científica da subespécie é Gaubil, tendo sido descrita no ano de 1849.
Trata-se de uma subespécie presente no território português.